# Inertial Drift
Inertial Drift es un videojuego de carreras desarrollado por Level 91 Entertainment y publicado por PQube para Nintendo Switch, PlayStation 4, Windows, Xbox One, PlayStation 5 y Xbox Series X/S. Fue lanzado el 11 de septiembre de 2020 para Nintendo Switch, PlayStation 4 y Windows, el 11 de septiembre de 2020 para Xbox One y el 15 de noviembre de 2022 para PlayStation 5 y Xbox Series X/S.

## Jugabilidad
Inertial Drift es un arcade racer con un modelo de manejo basado en el derrape de doble palanca. El joystick izquierdo se usa para dirigir, mientras que el joystick derecho brinda control independiente sobre el derrape.
Cuenta con 16 coches es una con características únicas, poniendo al volante de hatchbacks deportivos, cupés, superdeportivos y más.
Cuenta con entornos como una ciudad con calles de neón, templos rurales y pasos de montaña. Cada pista de carreras está ambientada en un entorno distintivo. Incluyendo paisajes urbanos, atardeceres costeros, cielos estrellados y picos nevados.
Cuenta con 7 tipos de eventos de carreras en una combinación de carreras, enfrentamientos directos, contrarreloj y enfrentamientos de estilos.
Además también se puede enfrentar a otros corredores a través del modo cooperativo local y multijugador en línea.